# Rai Player
Rai Player è stato un programma televisivo Rai a cura della Direzione e Promozione Immagine, ideato da Daniel Marini, trasmesso dal 14 settembre 2013 fino al 2016 sulle tre reti generaliste in varie fasce orarie.
Il programma, condotto da Francesca Lancini, è una vetrina sui programmi in onda sui tredici canali Rai, con backstage, interviste, anteprime e curiosità, e sostituisce lo storico Aprirai.
Su Rai 1,  andava in onda il venerdì alle 11:05 e il sabato mattina alle 6:55.
Da novembre 2016 è stato sostituito da Gli imperdibili, il quale rispetto al predecessore si focalizza su un solo evento in onda su una rete Rai.